# Kévin Malbec
Kévin Malbec, né le 15 février 1989, est un joueur de pétanque français. 

## Biographie
Il est droitier et se positionne en tireur.

## Clubs
- ?-? : Claye-Souilly (Seine-et-Marne)
- ?-? : Pétanque Goussainvilloise (Val-d'Oise)
- ?-? : UBXV Paris (Paris)
- ?-? : Auteuil Paris Pétanque (Paris)
- ?-? : Canuts de Lyon (Rhône)
- ?-? : ASP Vaulx Village (Rhône)

## Palmarès[1]

### Jeunes

#### Championnats du Monde
Champion du Monde
- Triplette 2005 (avec Tony Perret, Dylan Rocher et Angy Savin) :  Equipe de France

#### Championnats d'Europe
Champion d'Europe
- Triplette 2006 (avec Dylan Rocher, Jean Feltain et Florent Coutanson) :  Equipe de France
- Triplette 2011 (avec Florent Coutanson, Jean Feltain et Dylan Rocher) :  Equipe de France

### Séniors

#### Coupe des Confédérations
Vainqueur
- Triplette 2017 (avec Stéphane Robineau, Christophe Sarrio et Damien Hureau) :  Equipe de France

#### Championnats d'Europe
Vainqueur
- Triplette 2011 (avec Michel Loy, Jean-Michel Puccinelli et Dylan Rocher) :  Equipe de France
- Triplette 2013 (avec Dylan Rocher, Zvonko Radnic et Jean Feltain) :  Equipe de France

#### Championnats de France
Champion de France
- Doublette 2008 (avec André Gross) : Pétanque Goussainvilloise
- Doublette 2009 (avec André Gross) : Pétanque Goussainvilloise

Finaliste
- Doublette mixte 2009 (avec Solen Capitaine) : Pétanque Goussainvilloise

#### Masters de pétanque
Vainqueur
- 2006 (avec Michel Loy, Eric Sirot et Charles Weibel) : Equipe Loy
- 2011 (avec Michel Loy, Jean-Michel Puccinelli et Dylan Rocher) : Equipe France

Finaliste
- 2021 (avec Bruno Le Boursicaud, Ludovic Montoro et Christophe Sarrio) : Equipe Montoro (Wild card)[2]

#### Trophée des villes
Vainqueur
- Triplette 2005 (avec Didier Choupay, Michel Loy et André Poiret) : Melun

#### Millau

##### Mondial à pétanque de Millau (2003-2015)
Vainqueur
- Triplette 2013 (avec Jérémy Darodes et Angy Savin)

#### Passion Pétanque Française (PPF)
Vainqueur
- 2016